# كيلي بكلر

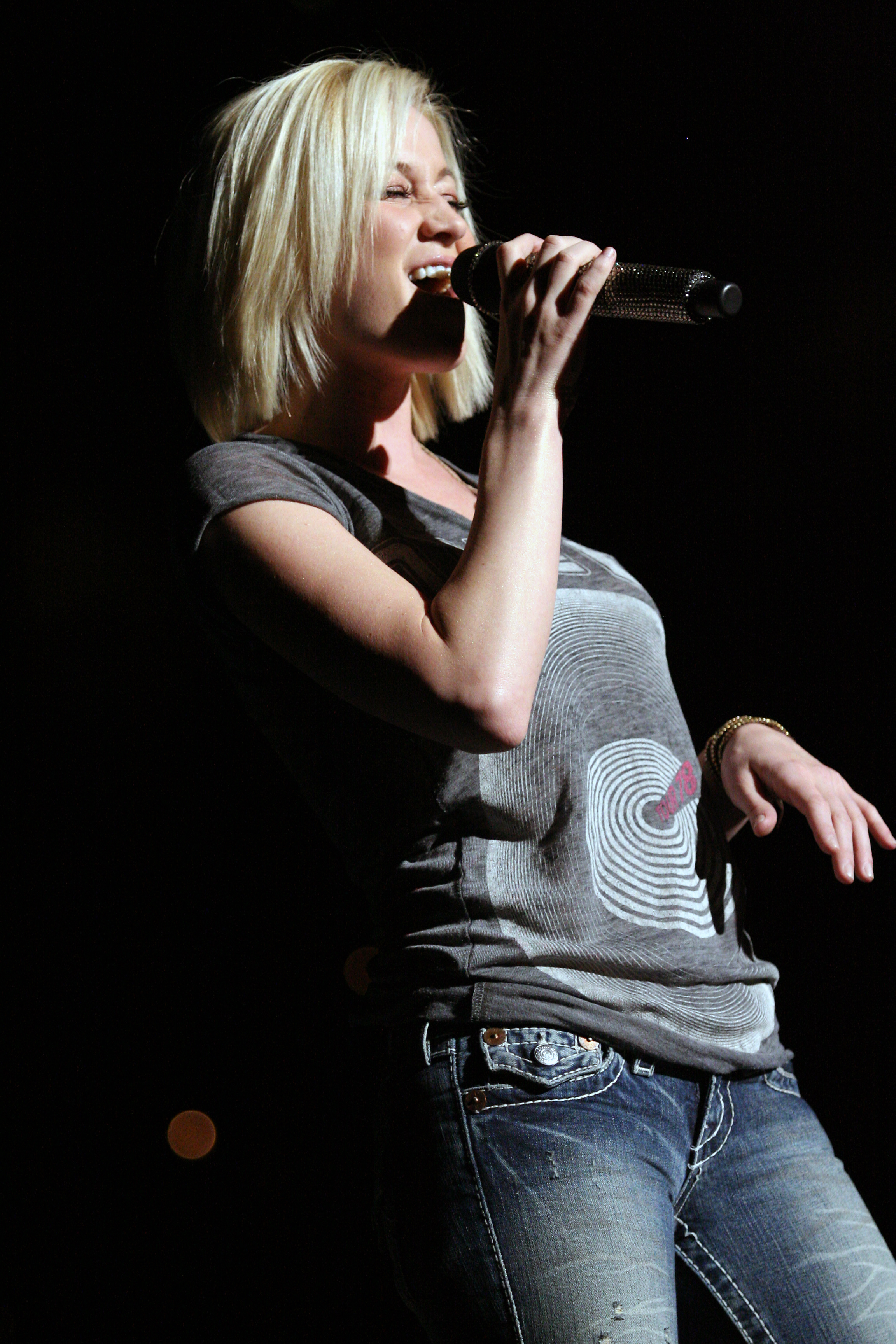
كيلي بكلر في 2008

كيلي داون بكلر (بالإنجليزية: Kellie Dawn Pickler)‏ مغنية ريفية أمريكية وشخصية تلفزيونية ولدت في يوم 28 يونيو 1986 في بلدة ألبيمارل، كارولاينا الشمالية في الولايات المتحدة اكتسبت شهرتها بعد مشاركتها في برنامج أميريكان آيدول في موسمه الخامس حيث حلت في المركز السادس فيه في 2006.

## روابط خارجية
- كيلي بكلر على موقع IMDb (الإنجليزية)
- كيلي بكلر على موقع روتن توميتوز (الإنجليزية)
- كيلي بكلر على موقع ميوزك برينز (الإنجليزية)
- كيلي بكلر على موقع رولينغ ستون (الإنجليزية)
- كيلي بكلر على موقع أول موفي (الإنجليزية)
- كيلي بكلر على موقع إن إن دي بي (الإنجليزية)
- كيلي بكلر على موقع أول ميوزيك (الإنجليزية)
- كيلي بكلر على موقع ديسكوغز (الإنجليزية)
- كيلي بكلر على موقع قاعدة بيانات الفيلم (الإنجليزية)